# Бургун-Маджары
Бургу́н-Маджа́ры — село в Левокумском муниципальном округе Ставропольского края России.

## География
Расстояние до краевого центра: 199 км.
Расстояние до районного центра: 14 км.

## Название
В источниках встречаются варианты наименования Бургон-Маджары, Мургон-Мажар, Большой Усвят, Кавказский Усвят:541.

## История
Село основано на левом берегу реки Кумы в 1784 году (по другим данным — в 1743, 1785:34 или 1787 году).
Издание «Кавказский край: Природа и люди» (1895 год) говоря о садоводстве и виноградарстве Северного Кавказа, отмечало что своими виноградниками отличались селения Маслов-Кут, Бургун-Маджары, Прасковея, Владимировка и город Святой крест. Население этих поселений большей частью было армянским, и именно оно и начало здесь впервые культивировать виноградную лозу
По состоянию на 1926 год село было административным центром Бургун-Маджарского сельсовета Левокумского района Терского округа Северо-Кавказского края.
До 16 марта 2020 года село входило в упразднённый Бургун-Маджарский сельсовет.

## Население
| 1897 | 1925  | 1989 | 2002  | 2010  | 2014  | 2022  |
| ---- | ----- | ---- | ----- | ----- | ----- | ----- |
| 1010 | ↗1782 | ↘987 | ↗1230 | ↗1310 | ↘1300 | ↘1275 |

По данным переписи 2002 года в национальной структуре населения преобладают русские (76 %).

## Инфраструктура
- Детский сад № 7. Открыт 25 сентября 1970 года[15]
- Основная общеобразовательная школа № 14
- Библиотека. Открыта 12 ноября	1946 года[16] (по другим данным - в 1918 году[4])
- Фельдшерско-акушерский пункт[17]

## Памятники
- Братская могила красных партизан и воинов, погибших в годы гражданской и Великой Отечественной войн. 1918—1920, 1957 годы[18]
- Обелиск организаторам первой сельскохозяйственной коммуны. 1957 год[19]